# Norinco
A China North Industries Corporation(em mandarim:中国兵器工业集团有限公司), oficialmente abreviada como Norinco, é uma empresa chinesa que fabrica veículos (caminhões, automóveis e motos), máquinas, produtos ópticos-eletrônicos, equipamentos de campo do petróleo, produtos químicos, produtos industriais leves, explosivos e materiais explosivos, civis e militares armas de fogo e munição. A Norinco também está envolvida em projetos de construção civil doméstica.
Norinco também é conhecida fora da China por seus produtos de defesa de alta tecnologia. Norinco produz sistemas de ataque de precisão, armas anfíbias, sistemas de armas de supressão de longo alcance, antiaéreo e sistemas antimísseis, produtos de informação & visão noturna, sistemas de destruição de efeitos altos, bombas de ar de combustível, equipamentos antimotim e armas pequenas.